# علي حليمة
علي أحمد حليمة (وُلد في عام 1953 في صور – تُوفي في 16 سبتمبر 2012 في جنوب أفريقيا) دبلوماسي فلسطيني، يُعد أول ممثل لمنظمة التحرير الفلسطينية لدى زيمبابوي، وأول سفير مقيم للسلطة الفلسطينية لدى جمهورية أيرلندا، كما عمل سفيرًا لدى جنوب إفريقيا حتى وفاته.

## حياته
وُلد علي حليمة في مدينة صور اللبنانية عام 1953 لأسرة فلسطينية هاجرت جراء حرب 1948 من بلدة ترشيحا شمال فلسطين الانتدابية.
تلقى تعليمه المدرسي والجامعي في لبنان، حيث حصل على درجة البكالوريوس في اللغة العربية وآدابها من جامعة بيروت العربية عام 1976.
انضم إلى حركة فتح، وعاصر الحرب الأهلية اللبنانية، وحرب لبنان 1982.
عمل دبلوماسيًا في بعثة فلسطين إلى تنزانيا، وفي عام 1983 كُلف بمهام ممثل منظمة التحرير الفلسطينية لدى زيمبابوي واستمر حتى عام 1999.
لاحقًا في عام 2001، كُلف بمهام السفير الفلسطيني لدى جمهورية أيرلندا واستمر حتى عام 2005.
عُين سفيرًا لدى جنوب أفريقيا عام 2005، سلّم أوراق اعتماده في عام 2006 واستمر حتى وفاته في 16 سبتمبر 2012.

## حالته الصحية
عاني حليمة من الفشل الكلوي، وأجرى زراعة لكلية في بريطانيا عام 1998.